# Émile-François Gaudin
Pour les articles homonymes, voir Gaudin.
Émile-François Gaudin , né le 7 février 1825 à Paris et mort le 15 juin 1884 au château du Hallay à La Haie-Fouassière, est un avocat, diplomate et homme politique français.

## Biographie
Fils de Joseph Gaudin, négociant, et de Constance Pruneau, Émile-François Gaudin étudie le droit, s'inscrit au barreau de Paris, est reçu docteur tandis qu'il remplisse auprès de Bethmont les fonctions de secrétaire, et devint le gendre de Claude Alphonse Delangle. Il entre sous l'Empire dans les fonctions publiques et est nommé sous-directeur au ministère des Affaires étrangères, puis ministre plénipotentiaire en 1858 : on l'envoie en cette qualité à Milan, après la paix de Villafranca, pour la négociation du traité relatif à la séparation de la Lombardie et de la Vénétie. Conseiller d'État en 1862, il est accrédité auprès des deux Chambres comme commissaire du gouvernement. 
Enfin, le 7 juin 1869, il est élu député au Corps législatif, dans la 2e circonscription de la Loire-Inférieure. Gaudin prend place dans les rangs de la majorité et vote avec les impérialistes, notamment pour la déclaration de guerre à la Prusse. À l'époque où cette guerre éclate, on parle dans les régions gouvernementales de l'éventualité de l'entrée de Gaudin au ministère, avec le portefeuille des Affaires étrangères. Mais les événements ne permettent pas la réalisation de cette combinaison. Émile Gaudin disparait de la scène politique au 4 septembre 1870, et ne revient au parlement qu'en 1876. Membre du conseil municipal de la Haie-Fouassière, où est située sa résidence, et du conseil général de la Loire-Inférieure pour le canton de Riaillé depuis plus de vingt ans, Gaudin se présente, le 20 février 1876, dans la 2e circonscription de Nantes, comme candidat bonapartiste, et est élu député contre Édouard de Cazenove de Pradines, légitimiste. Il siège au groupe de l'Appel au peuple, et vote constamment avec la minorité monarchiste de la Chambre ; après l'acte du 16 mai 1877, il appuie contre les 363 le gouvernement du maréchal de Mac-Mahon, dont il est le candidat officiel aux élections d'octobre 1877. 
Gaudin obtient sa réélection, au second tour, avec 10 588 voix (17 754 votants, 25 230 inscrits), contre 6 911 voix à M. Vincent, républicain. Il reprend sa place à droite, vote contre les invalidations de ses collègues de la majorité, contre le ministère Dufaure, contre l'élection de Grévy à la présidence de la République, contre l'article 7 de la loi sur l'enseignement supérieur, contre l'amnistie, contre les lois nouvelles sur la presse et le droit de réunion, etc. Réélu, le 21 août 1881, député de la même circonscription, par 14 276 voix (19 461 votants, 26 793 inscrits), contre 5 100 voix à M. Normand, candidat républicain, Gaudin continue de s'associer, jusqu'à sa mort (1884), à toutes les manifestations de l'opposition conservatrice contre les ministères de gauche qui se succèdent au pouvoir, contre la politique coloniale, etc. Il est remplacé à la Chambre des députés par son ancien concurrent royaliste, Édouard de Cazenove de Pradines.
Il est le père de Gabriel-Claude Gaudin et le beau-père de François Guyot de Villeneuve (fils de Gustave Guyot de Villeneuve).

## Sources
- « Émile-François Gaudin », dans Adolphe Robert et Gaston Cougny, Dictionnaire des parlementaires français, Edgar Bourloton, 1889-1891 [détail de l’édition]
- Émilien Maillard, Nantes et le département au XIXe siècle : littérateurs, savants, musiciens, & hommes distingués, 1891.